# Internationaler Flughafen Great Falls

i8
i11
i13
Der Great Falls International Airport (IATA-Code: GTF, ICAO-Code: KGTF) ist ein öffentlicher Flughafen, 5 km südwestlich von Great Falls im Cascade County, Montana in den Vereinigten Staaten.

## Flughafendaten
Er hat drei Asphaltpisten: eine mit 3201 m Länge und 46 m Breite und eine mit 1744 m Länge und 46 m Breite sowie eine mit 1309 m Länge und 23 m Breite. Die Fläche des Flughafens beträgt 855 ha. Die Seehöhe beträgt 1122 m.

## Geschichte
Great Falls wird seit den 1930er Jahren von Fluggesellschaften angeflogen. Der Flughafen wurde im April 1940 eröffnet.
Zumindest für einen Teil jedes Jahres von 1977 bis 1981 waren dort planmäßige Northwest Airlines McDonnell Douglas DC-10 auf der Route Newark Liberty International Airport, New Jersey – Detroit Metropolitan Wayne County Airport – Chicago O’Hare International Airport – Billings Logan International Airport, Montana – Great Falls – Spokane International Airport, Washington – Seattle-Tacoma International Airport, Washington hin und zurück im Einsatz.
Des Weiteren flogen im selben Zeitraum Big Sky Airlines, Frontier Airlines (1950), Northwest Orient Airlines, United Airlines und Western Airlines zu Zielen wie Billings, Butte, Montana; Calgary International Airport (Alberta, Kanada), Havre (Montana), Helena, (Montana), Kalispell (Montana), Missoula (Montana) und Salt Lake City (Utah). Geflogen wurde dabei mit Boeing 727-100, Boeing 727-200, Boeing 737-200, McDonnell Douglas DC-10.
Ab 1989 flog Horizon Air mit Fairchild Swearingen Metroliner, ab 1999 Fokker F-27, Delta Air Lines und United Airlines mit Boeing 727-200 und Boeing 737-200 und Northwest Airlines mit McDonnell Douglas DC-9-30 ab 1999 mit McDonnell Douglas DC-9-80 nach Billing, Bozeman (Montana); Minneapolis/Saint Paul, Missoula, Spokane und Salt Lake City.
In der ersten Hälfte der 2000er Jahre waren Big Sky Airlines mit Fairchild Swearingen Metroliner, Delta Air Lines und SkyWest Airlines als Delta Connection mit Boeing 737-300 (SkyWest auch mit Bombardier CRJ 200 nach Salt Lake City), Horizon Air mit Fokker F28 nach Billings, Helena, Kalispell, Minneapolis/Saint Paul, Missoula, Seattle/Tacoma und Spokane
Anfang 2012 kündigte Frontier Airlines neue Flüge nach Great Falls vom Drehkreuz Denver an. Die Flughafenbehörde hoffte, den steigenden Ticketpreisen und einem saisonalen Mangel an Sitzplätzen mit günstigen Frontier-Flügen entgegenzuwirken, doch Frontier kündigte im Zuge der Umstrukturierung seines Drehkreuzes in Denver im Dezember 2014 an, sich aus Great Falls zurückzuziehen.

## Flugbetrieb
Im Jahre 2022 wurden 141.802 Passagiere befördert. Im Jahr 2018 fanden 34.599 Flugbewegungen statt, davon 5.982 lokale Bewegungen, 7.832 Zwischenlandungen, 11.229 Air-Taxi-Flüge, 3.944 Frachtflüge und 5.612 militärische Flüge statt. In diesem Jahr waren hier 58 einmotorige und 10 zweimotorige Flugzeuge sowie 3 Jetflugzeuge und 5 Hubschrauber stationiert.
Die wichtigsten Fluggesellschaften für den Flughafen sind Alaska Airlines, Allegiant Air, Delta Air Lines und United Airlines.